# Blues de Cleveland
Les Blues de Cleveland (en anglais : Cleveland Blues) sont une ancienne formation de Ligue majeure de baseball basée à Cleveland (Ohio) qui évolua à ce niveau entre 1879 et 1884.

## Histoire
La franchise est créée en 1879 et incorporée à la Ligue nationale. Assez médiocre au niveau sportif, la franchise connait de graves difficultés financières à partir de 1883. Elle cède alors ses meilleurs joueurs tels l'arrêt-court Jack Glasscock et le lanceur Jim McCormick et se renforce en profitant de la faillite d'une formation de Grand Rapids. Le président C.H. Bulkley cède ses derniers joueurs de valeur pendant la saison 1884 avant de renoncer.

## Saison par saison
| Saison | Vic.-Déf. | Class. |
| ------ | --------- | ------ |
| 1879   | 27-55     | 6e     |
| 1880   | 47-37     | 3e     |
| 1881   | 36-48     | 7e     |
| 1882   | 42-40     | 5e     |
| 1883   | 55-42     | 4e     |
| 1884   | 35-77     | 7e     |